# Sisinio González
Sisi (bürgerlich Sisinio González Martínez; * 22. April 1986 in Albacete) ist ein ehemaliger spanischer Fußballspieler.

## Karriere

### Verein
Nach seiner Jugendzeit in der seiner Heimatstadt bei Albacete Balompié kam Sisinio im Jahr 2001 zum FC Valencia, wo er im Jahr 2003 zunächst in die zweite Mannschaft und ein Jahr später in den Kader der ersten Mannschaft kam. Da er jedoch nicht zum Zuge kam, wurde er von 2004 bis 2006 an Hércules Alicante ausgeliehen. Nach seiner Rückkehr folgte ein Ausleihgeschäft mit Real Valladolid, wo er im Jahr 2007 den Aufstieg in die Primera División schaffte. Im Jahr 2008 endete die Ausleihe, Sisinio kehrte aber nicht nach Valencia zurück, sondern wechselte innerhalb der Primera División zu Recreativo Huelva. Dort musste er am Ende der Saison 2008/09 absteigen.
Nach dem Abstieg verließ Sisinio den Verein und wechselte erneut zu Real Valladolid. Wie schon auf seiner vorherigen Station stand am Saisonende der Abstieg in die Segunda División. Diesmal sah er jedoch von einem Wechsel ab. Im Sommer 2012 schloss sich Sisinio dem Erstligisten CA Osasuna an. Mitte 2015 wechselte er nach Asien. Hier unterschrieb er in Südkorea einen Vertrag beim Suwon FC. Das Fußballfranchise aus Suwon spielte in der zweiten Liga, der K League Challenge. Nach einem halben Jahr wechselte er Anfang 2016 wieder nach Europa. Hier unterschrieb er einen Vertrag beim polnischen Verein Lech Posen. Mit Posen spielte er viermal in der ersten Liga des Landes, der Ekstraklasa. Die zweite Jahreshälfte spielte er in Griechenland bei Veria NPS. 2017 zog es ihn wieder nach Asien. In Japan wurde er vom FC Gifu aus Gifu unter Vertrag genommen. Der Klub spielte in der zweiten japanischen Liga, der J2 League. Nach 39 Zweitligaspielen wechselte er 2018 zum Ligakonkurrenten Tokushima Vortis nach Tokushima. Hier unterzeichnete er einen Zweijahresvertrag. Nach Vertragsende ging er Anfang 2020 zum ebenfalls in der zweiten Liga spielenden Ehime FC. Mit Ehime spielte er einmal in der zweiten Liga.
Am 1. Februar 2021 beendete Sisi seine Karriere als Fußballspieler.

### Nationalmannschaft
Sisi konnte schon mehrfach seine Qualität auf internationaler Bühne unter Beweis stellen. Bei der U-17-Fußball-Weltmeisterschaft 2003 erreichte er mit Spanien das Finale und musste sich nur Brasilien geschlagen geben. Sechs Jahre später, 2009, nahm er mit der spanischen U-21-Nationalmannschaft an der U-21-Europameisterschaft in Schweden teil. Dort kam Sisi in zwei Spielen zum Einsatz, konnte das Ausscheidens Spaniens nach der Vorrunde allerdings nicht verhindern.

## Erfolge
Real Valladolid
- Segunda División: 2006/07  ▲